# Pan Błysk
Pan Błysk (ang. Mr. Bliss) – książka dla dzieci J.R.R. Tolkiena z ilustracjami autora. Po raz pierwszy została wydana w 1982 roku, po śmierci pisarza.
W 1937 roku sukces odniosła wcześniejsza powieść Tolkiena, Hobbit, czyli tam i z powrotem. Jej wydawca, Stanley Unwin, zamówił u pisarza kolejną książkę dla dzieci. Tolkien przedstawił mu Pana Błyska, napisanego wcześniej (ok. 1928) dla jego synów, ilustrowanego własnymi rysunkami, stanowiącymi z tekstem integralną część. To jednak uniemożliwiło wydanie książki; na przeszkodzie stały możliwości ówczesnej techniki (należało dokładnie zreprodukować ilustracje, wykonane tuszem i kredkami wraz z odręcznym pismem) i koszt takiej operacji. 
Tolkien nie doczekał publikacji książki, która miała miejsce 9 lat po jego śmierci. Pierwsze polskie wydanie ukazało się w 2008 roku. Na stronach parzystych znajdują się oryginalne rysunki i tekst, na nieparzystych – polskie tłumaczenie (autorstwa Pauliny Braiter). 